# Eruption
Eruption (укр. Виверження) (до 1974 року — Silent Eruption) — диско-група, яка виконувала музику також і в стилях соул і електро.

## Історія
Колектив Silent Eruption був створений 1969 року. Змінив назву 1974 року в Лондоні змінив назву на Eruption. До його складу входили фронтмен Леслі Джонсон, гітаристи Грег і Морган Перріно, клавішник Джеррі Вільямс та ударник Ерік Кінгслі. Через рік до групи ввійшла 18-річна бек-вокалістка Прешес Вільсон.
Група перемогла на конкурсі RCA Soul Search Contest 1975 року, та здобула можливість записати свій дебютний сингл Let Me Take You Back In Time. Але особливо популярним сингл не отав. Засмучений невдачею, з групи пішов Леслі, а Прешес стала провідною солісткою.
На гастролях у Німеччині їх помітив агент з пошуку талантів Ганс Йорг Маєр 1977 року і познайомив зі своїм шефом, відомим музичним продюсером суперпопулярної групи Boney M. Френком Фаріаном, який зацікавився екзотичними і талановитими артистами. Він взявся за рекламу й створив новий проєкт Eruption. Музиканти підписали контракт з Hansa Records, і з цього моменту починається їхня тріумфальна популярність на всіх дискотеках світу. Спочатку учасники Eruption виступали у складі групи музичного супроводу на живих концертах Boney M., але невдовзі випустили свій власний матеріал для продюсерської компанії Фаріана FAR MUSIC. Після цього західнонімецька фірма грамзапису Hansa Records, із якою співпрацював Фаріан, почала масовий випуск їхніх альбомів і синглів.
Кращими хітами групи стали кавер-версії відомих пісень I can't Stand The Rain (1977) і One Way Ticket (1978). Другу пісню написали американські музиканти Джек Келлер (Jack Keller) і Генк Гантер (Hank Hunter). На радянських і російських пластинках її перший виконавець (1959) Ніл Седака часто помилково вказується як автор музики. 1969 року з'явилася російська версія під назвою «Синя пісня» (автор російського тексту А. Азізов) у виконанні ВІА «Співочі гітари», яка стала більш відомою через 10 років під назвою «Синій іній» у виконанні ВІА «Здравствуй, песня».
Після відходу Прешес, солістками групи були спочатку Кім Девіс, а через рік після її трагічної загибелі Аніта Бун почала сольну кар'єру під керівництвом того ж Фаріана в Німеччині.
Під керівництвом Фаріана Eruption випустили три альбоми та понад десяток синглів. 1983 року група випустила свій останній студійний альбом «Our Way» на студії Jupiter Records, який належить іншому німецькому продюсеру і композитору Ральфу Зигелю (відомий по роботі з проектом Dschinghis Khan та іншими популярними артистами). У цьому альбомі група відійшла від звичного стилю — більшість пісень були записані в попроковому ключі.
Нині[коли?] Прешес Вілсон продовжує концертну діяльність під маркою Eruption, на яку має юридичні права. Її колишні колеги також періодично з'являються на клубній сцені.
Радянське телебачення вперше показало Eruption з піснею I can't Stand The Rain восени 1978 року в передачі «Міжнародна панорама», потім у програмі «Мелодії і ритми зарубіжної естради» був показаний запис їхнього виступу на телебаченні НДР.
Улітку 1979 року в журналі «Кругозір» на гнучкій грамплатівці вийшли пісні I can't Stand The Rain і Computer Love, того ж року Всесоюзна фірма грамплатівок «Мелодія» випустила диск-гігант під назвою "Ансамбль «Ирапшн», перевидавши перший альбом групи.
У серпні 2016 року британська студія звукозапису Cherry Records/BBR (дочірній сублейбл медіагіганта Sony Music) випустила колекційне видання двох класичних альбомів Eruption feat.Precious Wilson («I can't stand The Rain»/1977 і «Leave A Light»/1979) у зв'язку з відзначенням 75-річчя продюсера групи Френка Фаріана. Альбоми вперше були перевидані на цифрових носіях в оригінальному міксі й доповнені рідкісними треками Eruption, які раніше ніколи не перевидавалися на CD. Крім того, обидва релізи були укомплектовані спеціальними буклетами з біографією групи і докладними кредитами.  [Архівовано 19 березня 2017 у Wayback Machine.]

## Дискографія

### Студійні альбоми
- 1977 Eruption (перевиданий на CD в 2016)

1. «I can't Stand The Rain»
2. «Movin'»
3. «I'll Take You There»
4. «Computer Love»
5. «The Way We Were»
6. «Do You Know What It Feels Like»
7. «Be Yourself»
8. «I can't Carry On»
9. «Wayward Love»
10. «Party, Party…»

Bonus Tracks на CD 2016:
11. Let Me Take You Back In Time 03:13
12. Funky Lover 03:45
13. Love Is A Feelin' 04:29
14. I can't Stand The Rain (Single Version) 03:08
15. Party, Party (U. S 12"Disco Version) 05:07
- 1979 Leave a Light (перевиданий на CD в 2016)

1. «Leave A Light (i'll Keep A Light In My Window)»
2. «Sweet Side»
3. «Up And Away»
4. «Left Me In The Rain»
5. «Valley Of The Dolls»
6. «One Way Ticket»
7. «Hey There Lonely Girl»
8. «No Good Searching»
9. «Fire Is Gone»

10. Leave A Light (i'll Keep A Light In My Window) (Single Version) 04:22
11. One Way Ticket (U. S. 12" Disco Remix) 05:46
- 1980 Fight Fight Fight

1. «Go Johnnie Go»
2. «You»
3. «Fight Fight Fight»
4. «It's Alright»
5. «Go Ahead»
6. "We Gotta Talk About It
7. «Call My Name»
8. «Stand Up & Sing Halelluyah»
9. «Spaced Out»
10. «Come Back To Me»
11. «Moonlight»
12. «Heading For The Top»

- 1983 Our Way (перевиданий на CD 1995)

1. «I can't Help Myself» / «it's The Same Old Song»
2. «Joy To The World»
3. «Let There Be Rock»
4. «Big Bang»
5. «In A Thousand Years»
6. «Much Too Late»
7. «Ecstasy»
8. «We don't Need Nobody»
9. «Time»
10. «Again And Again»

### Компіляції та концерти
- 1981 The Best Of Eruption (LP Hansa International — 203 490—320 54:55)

1. A1 I can't Stand The Rain 3:07
2. A2 Go Johnnie Go 3:29
3. A3 Leave A Light 4:19
4. A4 Movin' 4:24
5. A5 Party, Party 3:01
6. A6 Computer Love 4:34
7. A7 Valley Of The Dolls 4:33
8. B1 One Way Ticket 3:34
9. B2 Runaway 4:24
10. B3 Hey There Lonely Girl 3:23
11. B4 Left Me In The Rain 3:54
12. B5 The Way We Were 4:20
13. B6 Wayward Love 3:55
14. B7 You 3:35

- 1994 Gold 20 Superhits

1. «I can't Stand The Rain» (Remix '94)
2. «One Way Ticket» (Remix '94)
3. «Cry To Me»
4. «We Are On The Race Track»
5. «Valley Of The Dolls»
6. «Hold On i'm Coming»
7. «Go Johnnie Go»
8. «Raising To My Family»
9. «I don't Know»
10. «Leave A Light»
11. «The Way We Were»
12. «Funky Fingers (Medley)»
13. «Stay By My Side»
14. «If I Loved You Less»
15. «All Coloured In Love»
16. «Mr. Pilot Man»
17. «Everyday Will Be Like A Holiday»
18. «Party, Party…»
19. «The Night The Music Died»
20. «Together Forever»

- 1995 I can't Stand The Rain

1. «I can't Stand The Rain»
2. «Runaway»
3. «Go Johnnie Go»
4. «We Gotta Talk About It»
5. «Leave A Light»
6. «Good Good Feeling»
7. «One Way Ticket»
8. «Be Yourself»
9. «Party, Party…»
10. «Stand Up And Sing Hallellujah»
11. «It's Alright»
12. «Hey There Lonely Girl»
13. «Computer Love»
14. «Left Me In The Rain»
15. «Fire Is Gone»
16. «Come Back To Me»

### Сингли
- «Let Me Take You Back In Time» (1976)
- «I can't Stand The Rain» / «Be Yourself» (1977)
- «Party Party» (1978)
- «Leave A Light» (1978)
- «One Way Ticket» / «Left Me In The Rain» (1979)
- "Sweet Side (1979)
- «Go Johnnie Go» / «Call My Name» (1980)
- «Runaway» / «Good Good Feeling» (1980)
- «You (You Are My Soul)» (1981)
- «Up And Away» (1982)
- «In A Thousand Years» / «We don't Need Nobody» (1983)
- «I can't Help Myself» / «it's The Same Old Song» (1983)
- «Joy To The World» / «Time» (1983)
- «Where Do I Begin» (1984)
- «I can't Stand The Rain '88» (1988)
- «One Way Ticket '94» (1994)